# Jennings Lang
Jennings Lang was een Amerikaanse filmproducent. Hij schreef ook enkele scenario's en acteerde in een aantal films.

## Filmproducer
- Tell Them Willie Boy Is Here (1969)[2]
- Act of the Heart (1970)[3]
- The Beguiled (1971)[4]
- They Might Be Giants (1971)[5]
- Play Misty for Me (1971)[6]
- Slaughterhouse-Five (1972)[7]
- The Great Northfield Minnesota Raid (1972)[8]
- Pete 'n' Tillie (1972)[9]
- High Plains Drifter (1973)[10]
- Charley Varrick (1973)[11]
- Breezy (1973)[12]
- Airport 1975 (1974)[13]
- Earthquake (1974)[14]
- The Front Page (1974)[15]
- Swashbuckler (1976)[16]
- Airport '77 (1977)[17]
- Rollercoaster (1977)[18]
- House Calls (1978)
- Nunzio (1978)
- The Concorde ... Airport '79 (1979)
- House Calls (1979, TV serie)
- The Nude Bomb (1980)
- Little Miss Marker (1980)
- Masada (1981, TV miniserie)
- The Sting II (1983)
- Stick (1985)